# Nijō Yasumichi
Nijō Yaumichi (二条 康道 1607 – 1666?) fue un kuge (cortesano) que actuó de regente a comienzos de la era Edo. Fue hijo del regente Kujō Yukiie e hijo adoptado de Nijō Akizane.
Ocupó la posición de sesshō de la Emperatriz Meishō y del Emperador Go-Kōmyō entre 1635 y 1647.
Contrajo matrimonio con una hija del Emperador Go-Yōzei y tuvieron como hijo a Nijō Mitsuhira.